# 張崇德 (正德進士)
張崇德（？年—？年），字履謙，號北山，山東兖州府沂州人，民籍。明朝政治人物。

## 生平
弘治十四年（1501年）辛酉科山東乡试舉人，正德九年（1514年）甲戌科三甲第五十三名進士。次年授桐城县知县，十四年升河南汝州知州，嘉靖二年（1523年）擢升南京户部湖广司员外郎，三年出任陕西按察司佥事，宁夏管粮，八年三月大学士杨一清言其擅撤置鐇故府，砍伐贺兰山木材，又科罚民财，擅役军匠，修建公廨，又淫刑棰死军职人员，朝廷于是派给事中李仁前往勘查，十月查明为实，被革职为民。

## 家族
父张弘，以子贵贈奉直大夫户部员外郎。母许氏，累赠宜人。妻趙氏，贈宜人；继室劉氏，封宜人。